# 瀧廉太郎
瀧 廉太郎（たき れんたろう、1879年〈明治12年〉8月24日 - 1903年〈明治36年〉6月29日）は、日本の音楽家・ピアニスト・作曲家。
明治期における西洋音楽黎明期の代表的な音楽家の一人で、歌唱共通教材として「荒城の月」が知られている。戸籍名では旧字体の「瀧」を用いるが、現代の教科書などでは新字体の「滝」でも表記される。

## 生涯

### 転校の多い学生時代
1879年（明治12年）8月24日に、旧・日出藩士（現：大分県速見郡日出町）の瀧吉弘の長男として東京府芝区南佐久間町2丁目18番地（現：東京都港区西新橋）に生まれた。両親は吉弘と正子で、瀧家は江戸時代に豊後国日出藩の家老職を代々務めたいわゆる上級武士の家柄である。父・吉弘も日出藩の家老で1872年（明治5年）に上京し、大蔵省から内務省に転じて大久保利通・伊藤博文らの下で内務官僚として勤務したのち、地方官として神奈川県・富山県を経て大分県竹田市に移り住んだ。
廉太郎は1886年（明治19年）5月に神奈川県師範学校附属小学校に入学する。同年9月に父・吉弘の転勤によって富山県尋常師範学校附属小学校に転校し、1888年（明治21年）5月には麹町尋常小学校へ転校し、1890年（明治23年）に卒業した。当時の廉太郎は色白で背が高く都会的な少年で、卒業時にはピアノを演奏したと伝えられているが、曲名などは不明である。廉太郎には2人の姉がおり、ヴァイオリンやアコーディオンを習得していた際に姉が所有していたヴァイオリンに大きな興味を示し、自ら手に取って弾いていたとも伝わる。
その後、廉太郎は故郷・大分県の大分県尋常師範学校附属小学校高等科に入学したが、再び父の転勤によって直入郡にある、旧岡藩の藩校由学館跡に建てられた高等小学校（現：竹田市立竹田小学校）へ転校した。廉太郎は当時アコーディオンを弾いていたが、同校ではオルガンを弾くようになる。1894年（明治27年）4月に卒業後は再び上京し、東京音楽学校（現：東京芸術大学）へ入学してピアノを橘糸重、遠山甲子に学ぶ。1898年（明治31年）に本科を卒業した後は研究科に進むと同時に東京音楽学校の嘱託教師を命じられ、ピアノ科教師として勤務しながら作曲とピアノ演奏において才能を伸ばしていった。廉太郎は1899年（明治32年）に東京市麹町区上二番町に移り住み、後述の博愛教会は近隣に位置していた。

### 荒城の月
1900年（明治33年）10月7日には東京市麹町区上五番町（現：東京都千代田区）にあった聖公会グレース・エピスコパル・チャーチ（博愛教会）で立教大学初代学長を務めた元田作之進から洗礼を受けてクリスチャンとなり、10月28日にはジョン・マキムから堅信礼を受けた。
翻訳唱歌は明治時代の前半には既に多くの作品が発表されていたが、その大半は間違えた翻訳、または他の無関係な歌詞を当てはめるなどといったように日本語訳詞を無理にはめ込んだ「ぎこちない歌」が多く、日本人作曲家によるオリジナルの唱歌を望む声が高まっていた。廉太郎の代表作である「荒城の月」は、箱根八里と並んで文部省編纂の「中学唱歌」に掲載された。また、廉太郎のもう一つの作品で人気の高い「花」は、1900年（明治33年）8月に作曲された4つの曲からなる組曲「四季」の第1曲で、「お正月」「鳩ぽっぽ」「雪やこんこん」などは幼稚園唱歌に収められた。さらに「荒城の月」はベルギーで讃美歌（聖歌）に選ばれたことも判明している。
ピアニストとしての廉太郎はラファエル・フォン・ケーベルに師事し、その影響を大きく受けてドイツ音楽を至上とする奏法を貫いていた。

### 欧州遠征～肺結核
1901年（明治34年）4月6日、日本人の音楽家では史上3人目となるヨーロッパ留学生として出国し、5月18日にドイツ帝国・ベルリンに到着し、同地で日本語教師を務めていた文学者の巖谷小波やヴァイオリニストの幸田幸、さらに海軍軍楽隊から派遣され、のちに「君が代行進曲」を作曲するクラリネット奏者の吉本光蔵と交友を持ち、共に室内楽を演奏した。廉太郎はさらにライプツィヒへ向かい、ライプツィヒ音楽院（フェリックス・メンデルスゾーンが設立し、カール・ライネッケが学院長を務める）に入学し、廉太郎は文部省外国留学生としてロベルト・タイヒミュラーにピアノを、ザーロモン・ヤーダスゾーンに作曲や音楽理論を学ぶ。
しかし、入学からわずか5か月後の同年11月に肺結核を発病する。オペラを観劇した帰りに体調不良を訴え、風邪の症状から聖ヤコブ病院へ入院後に結核に感染していることが判明した。入院治療を続けるも回復の見込みがなく、廉太郎は退学、帰国を余儀なくされた。なお入院から程なく1902年（明治35年）2月に恩師ヤーダスゾーンが世を去っている。

### 晩年
廉太郎は諸手続きを済ませ、1902年（明治35年）7月10日にドイツを発ち、ロンドンを経由して同年10月17日に横浜に到着した。帰国直後は東京の従兄である大吉の自宅で療養し、大吉が40歳の若さで逝去すると父・吉弘の故郷である大分県で療養していたが、1903年（明治36年）6月29日17時に大分県大分市稲荷町339番地（現：大分市府内町）の自宅にて死去した。満23歳没（享年25）。結核に感染していたことから、多くの作品は死後に焼却処分されたという。一部の資料などでは廉太郎の作曲数については多かったとされているが、2022年現在においてその存在が確認されているものは34曲と決して多くない（編曲作品もいくらか現存する）。
瀧家の墓所は日出町の龍泉寺であるが、廉太郎は父と親交のあった大分市金池町の万寿寺に葬られた。戒名は直心正廉居士。ただし彼個人は聖公会の教会に属したキリスト教徒であった。
2011年（平成23年）3月、廉太郎の墓は、親族らの意向により万寿寺から先祖の眠る龍泉寺へと移設された。龍泉寺には、廉太郎がドイツ留学時に愛用していた火鉢が残されている。
2019年（平成31年）2月、廉太郎が書いたとされる手紙や譜面、写真など200点以上もの史料が竹田市に寄贈された。

## 作品
歌曲に有名な作品が多い瀧だが、1900年（明治33年）には日本人作曲家による初めてのピアノ独奏曲「メヌエット」を作曲している。肺結核が悪化して死期が近いことを悟った時、死の4か月前に作曲したピアノ曲「憾（うらみ）」が最後の作品として残された。この2つを除いて、全て声楽作品である。
また、作品の一部は鉄道に関する音楽にも採用されている。代表作の「荒城の月」はJR九州豊後竹田駅の列車到着時におけるメロディーとして採用され、「箱根八里」は小田急箱根の発車メロディに使用されている。「花」は東京メトロ銀座線浅草駅の発車メロディーに「ご当地メロディー」として使用されているほか、かつては東北新幹線・上越新幹線の上野駅到着・発車時の車内チャイム（通称「ふるさとチャイム）として使用されていたが、東京駅延伸開業後は使用されていない。
| 1896年（明治29年） - 日本男児（詞・東郊。独唱） 1897年（明治30年） - 春の海（詞・東くめ。独唱） - 散歩（詞・中村秋香。独唱） - 命を捨てて（詞・不詳。独唱） 1899年（明治32年） - 我神州（詞・砂沢丙喜治。独唱） - 四季の瀧（詞・東くめ。ソプラノ・アルト・ピアノ伴奏） 1900年（明治33年） - 卒業式歌（詞・失名氏。独唱） - メヌエット（ピアノ曲） - 組歌『四季』 1. 花（詞・武島羽衣。ソプラノ・アルト・ピアノ伴奏） 2. 納涼（詞・東くめ。独唱・ピアノ伴奏） 3. 月（詞・瀧廉太郎。ソプラノ・アルト・テノール・バス） 4. 雪（詞・中村秋香。ソプラノ・アルト・テノール・バス・ピアノとオルガン伴奏） - 中学唱歌 - 箱根八里（詞・鳥居忱。独唱） - 荒城の月（詞・土井晩翠。独唱） - 豊太閤（詞・外山正一。独唱） | 1901年（明治34年） - 幼稚園唱歌（作曲は1900年から） - ほうほけきょ（詞・瀧廉太郎。独唱・ピアノ伴奏） - ひばりはうたひ（詞・東くめ。独唱・ピアノ伴奏） - 鯉幟（詞・東くめ。独唱・ピアノ伴奏） - 海のうへ（詞・東くめ。独唱・ピアノ伴奏） - 桃太郎（詞・瀧廉太郎。独唱・ピアノ伴奏） - お池の蛙（詞・東くめ。独唱・ピアノ伴奏） - 夕立（詞・東くめ。独唱・ピアノ伴奏） - かちかち山（詞・東くめ。独唱・ピアノ伴奏） - みずあそび（詞・東くめ。独唱・ピアノ伴奏） - 鳩ぽっぽ（詞・東くめ。独唱・ピアノ伴奏） - 菊（詞・東くめ。独唱・ピアノ伴奏） - 軍ごっこ（詞・東くめ。独唱・ピアノ伴奏） - 雀（詞・佐佐木信綱。独唱・ピアノ伴奏） - 雪やこんこん（詞・東くめ。独唱・ピアノ伴奏） - お正月 （詞・東くめ。独唱・ピアノ伴奏） - さようなら（詞・東くめ。独唱・ピアノ伴奏） 1902年（明治35年） - 別れの歌（詞・不詳。ソプラノ・アルト・テノール・バス） - 水のゆくへ（詞・橘糸重。2ソプラノ・アルト・ピアノ伴奏） - 荒磯の波（詞・徳川光圀。独唱・ピアノ伴奏） 1903年（明治36年） - 憾（ピアノ曲、遺作） その他に他の作曲家の作品の編曲も存在する。 |

## 登場作品
映画
- 荒城の月（1937年 演：佐野周二）
- 荒城の月（1958年 演：石濱朗、村田正和）
- 花の宴（1967年 演：中山仁）
- わが愛の譜 滝廉太郎物語（1993年 演：風間トオル）

テレビドラマ
- テレビ偉人伝 滝廉太郎（1960年 演：藤川正治）

ラジオドラマ
- 忘れえぬ人々 滝廉太郎（1952年 演：高島敏郎）
- 荒城の月（1958年 演：石濱朗）

演劇
- 日本の騎士（1970年 演：山本学）
- 日本の旋律 荒城の月（1970年 演：舟木一夫）
- 荒城の月（1990年 演：松橋登）
- 花-滝廉太郎物語（1991年 演：清水健太郎、夕鶴みき）
- オペラ 瀧廉太郎（1998年 演：山本裕真）
- ミュージカル 花・滝廉太郎（2002年 演：高嶋政伸）
- 音楽劇 荒城の月〜落日の譜〜《A組公演》（2012年 演：小山陽二郎）
- 音楽劇 荒城の月〜落日の譜〜《B組公演》（2012年 演：大川晶也）
- 春うらら（2012年 演：熊坂正実）
- 絶筆〜LAST MUSIC（2013年 演：鎌田龍）
- コンダーさんの恋 鹿鳴館騒動記（2014年 演：荒井敦史）
- 瀧廉太郎の友人、と知人とその他の諸々（2014年 演：鯨井康介）
- 音楽劇 瀧廉太郎物語（2014年 演：石井友樹）
- 瀧廉太郎の友人、と知人とその他の諸々（2015年 演：兼崎健太郎）
- 瀧廉太郎の友人、と知人とその他の諸々（2016年 演：和田琢磨）

## 関連画像など

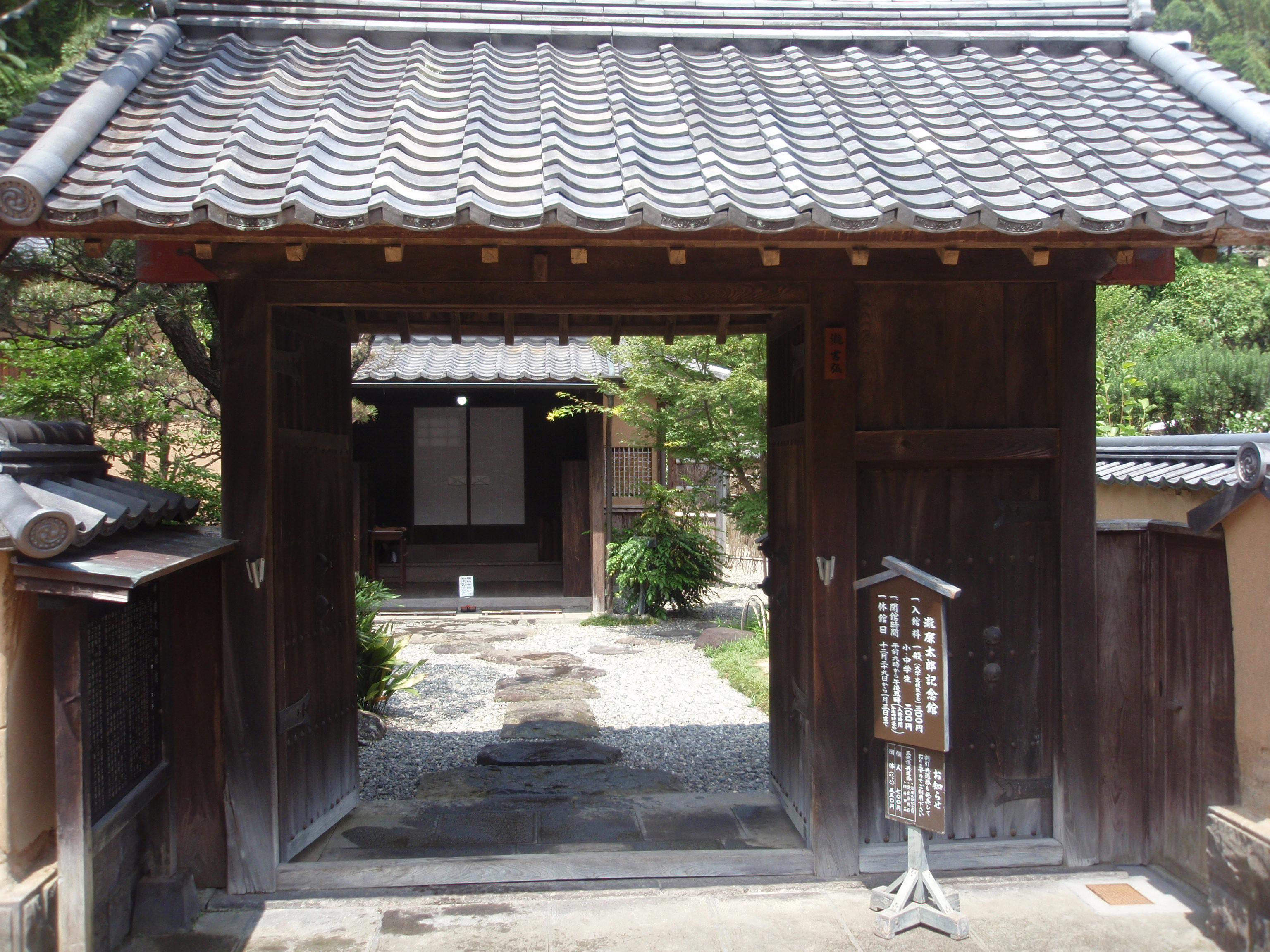
大分県竹田市の旧居 現在は「瀧廉太郎記念館」となっている
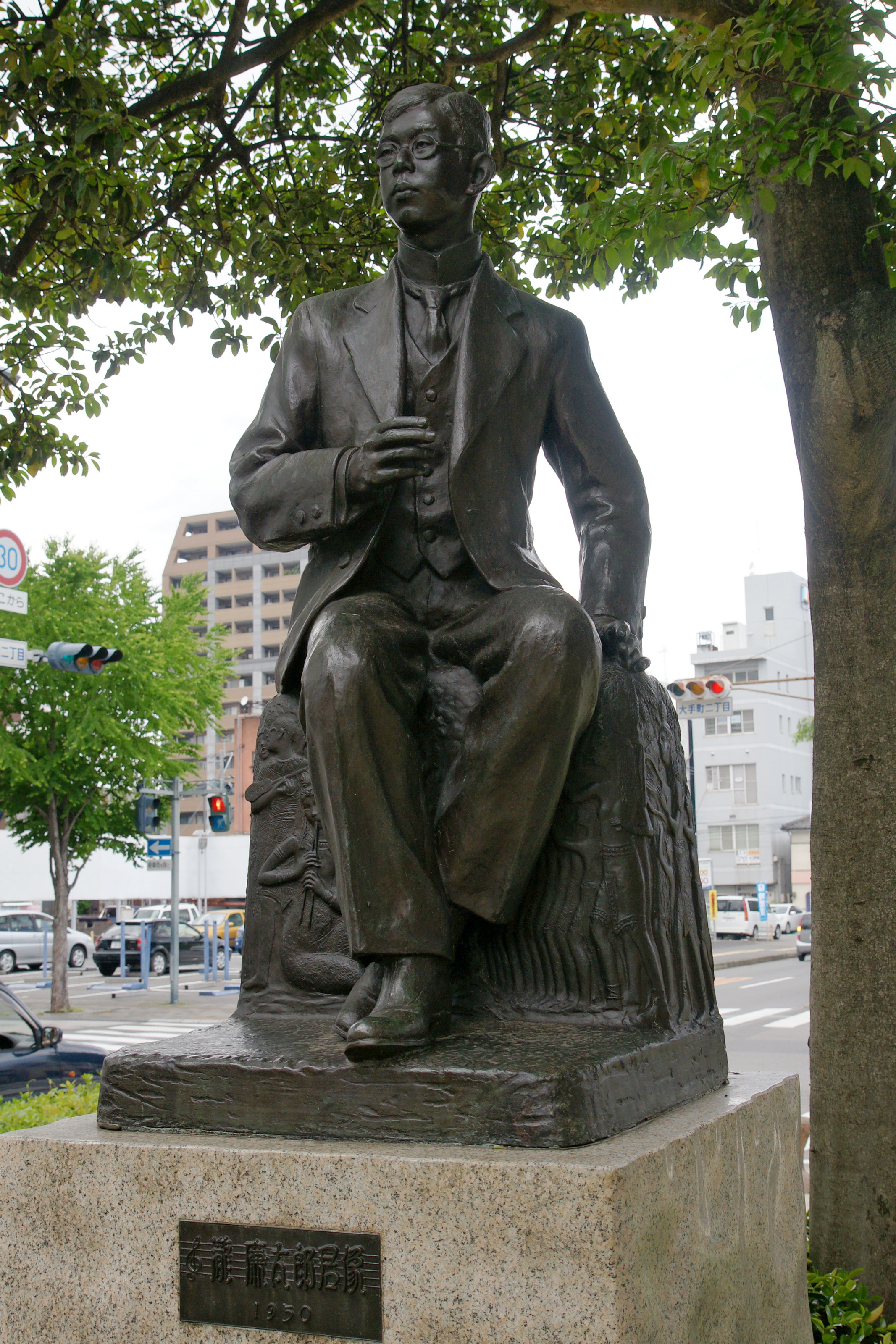
大分市の終焉の地に設置された瀧廉太郎像（大分市府内町）
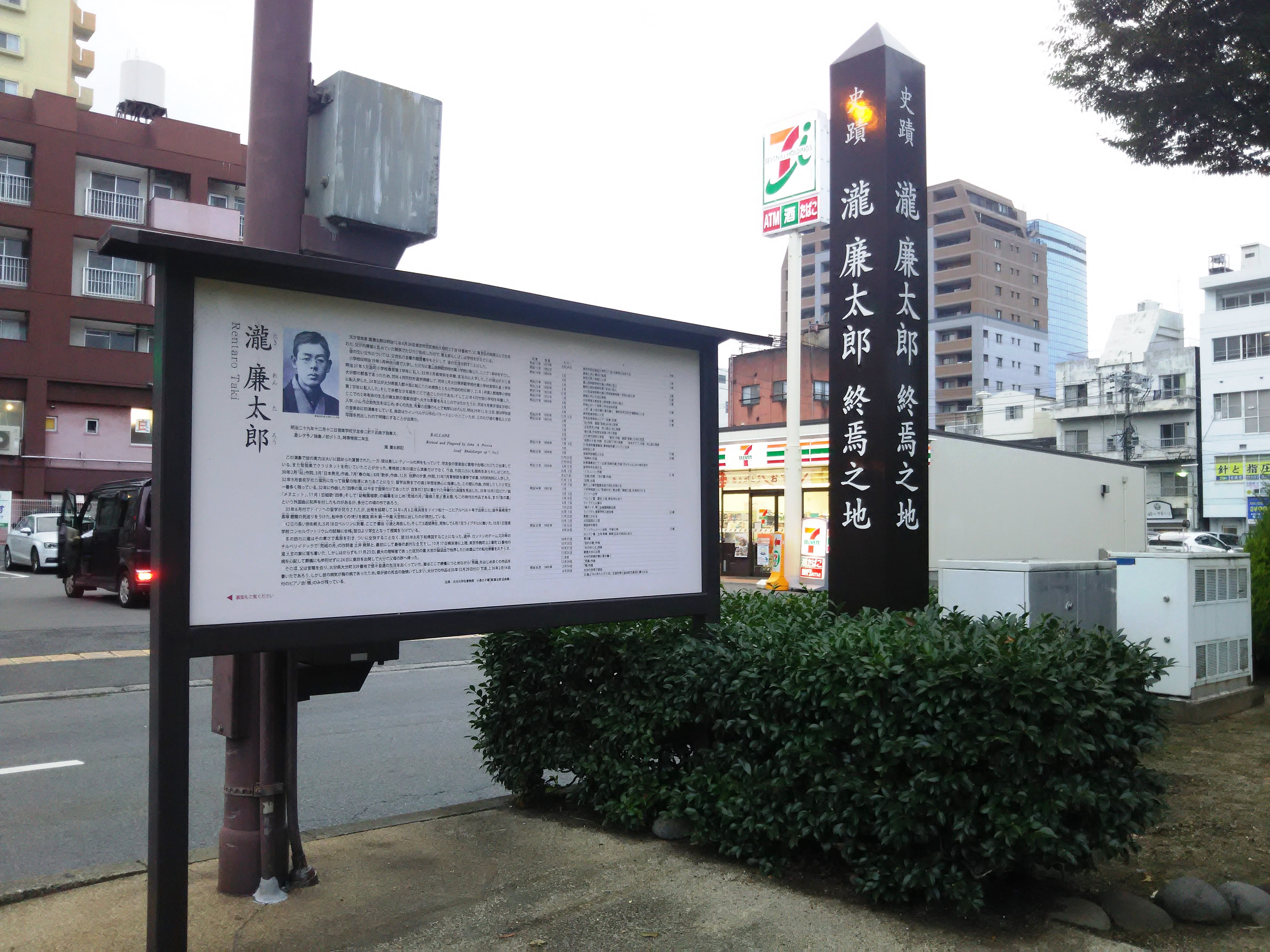
瀧廉太郎終焉之地・遊歩公園（大分市府内町、2018）
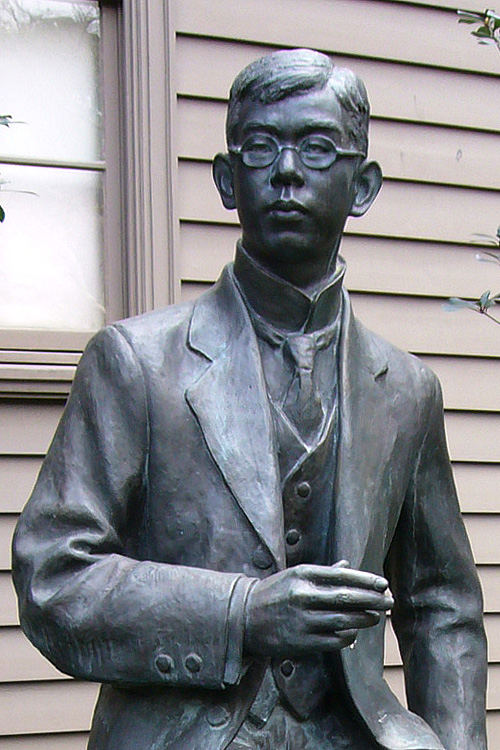
奏楽堂に設置された瀧廉太郎像（東京都台東区上野公園）
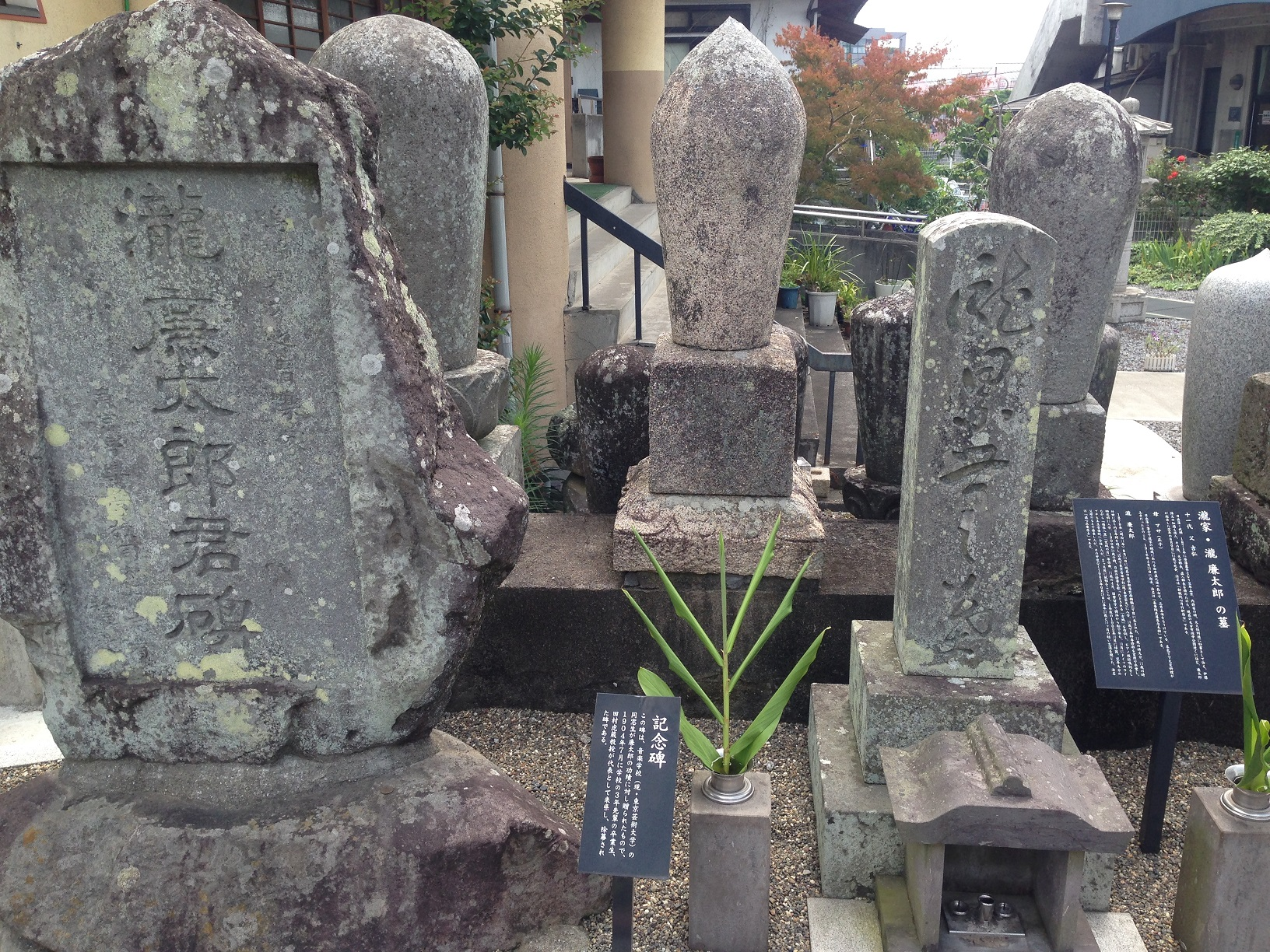
瀧家累世之墓（右）と「瀧廉太郎君碑」（左）（日出町・龍泉寺）
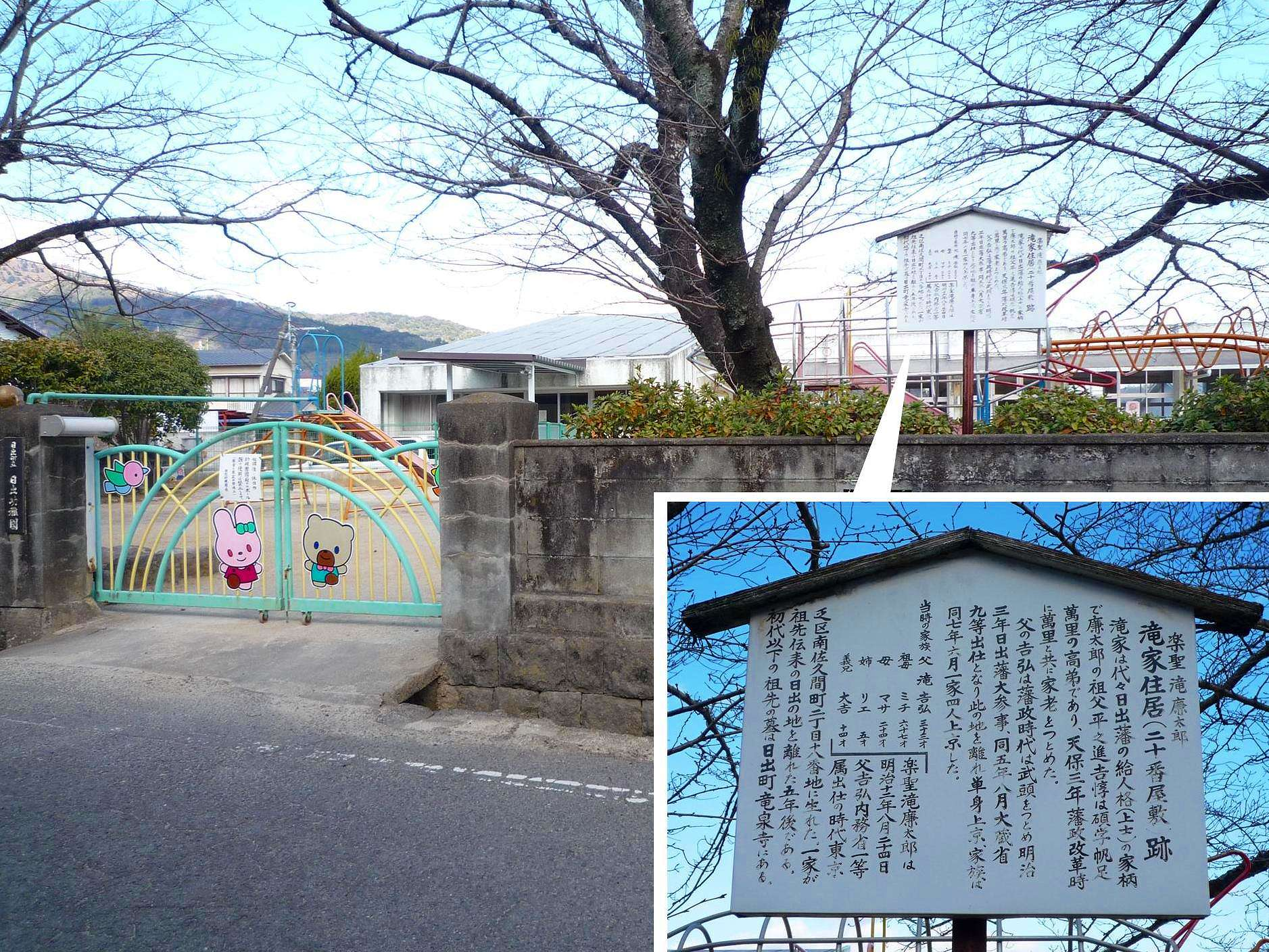
瀧廉太郎先祖生誕地（屋敷跡）／現在：日出町立日出幼稚園（日出町）
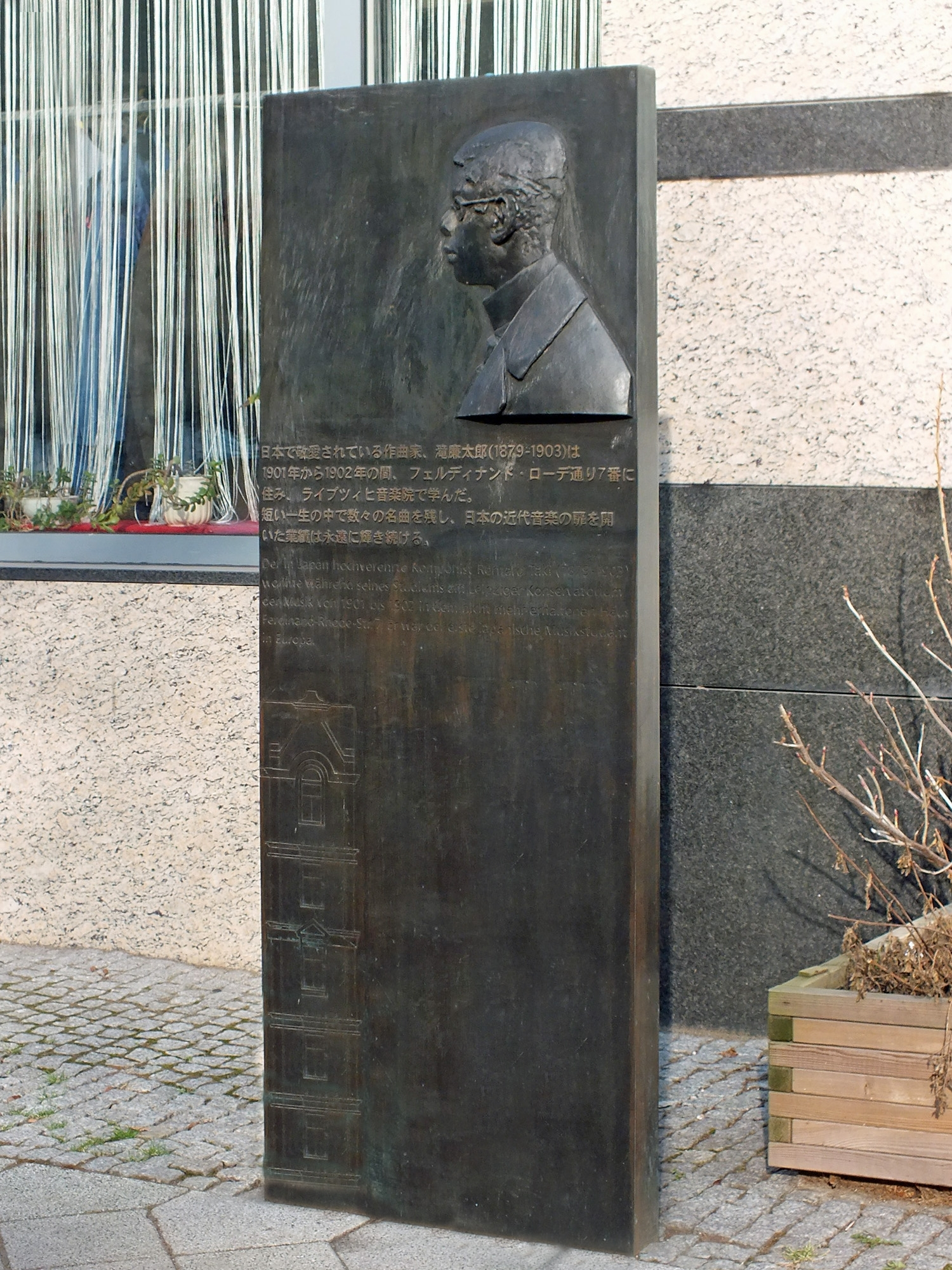
ドイツ・ライプツィヒの下宿跡に設置された滝廉太郎紀念碑

## 関連文献
- 小長久子『滝廉太郎』人物叢書 吉川弘文館 1968年、新装版　1987年　ISBN　9784642050937、オンデマンド版 ISBN 9784642750936